# Exercice Talisman Sabre

Un aéroglisseur de l'US Navy en 2013.

L'exercice Talisman Sabre (également orthographié Talisman Saber) est un exercice militaire multinational biennal dirigé par l'Australie et les États-Unis. Talisman Sabre implique des exercices conjoints effectués notamment par la Force de défense australienne et l'armée américaine dont la majeure partie est concentrée dans la zone d'entraînement militaire de Shoalwater Bay (en) et d'autres sites dans le nord et le centre de l'Australie ainsi que les eaux territoriales et la zone économique exclusive de l'Australie.
Pour refléter sa nature bilatérale, la direction de l’exercice alterne entre l’Australie et les États-Unis tous les deux ans. L'exercice se concentre sur la réponse d'urgence aux crises, renforçant ainsi les capacités militaires des deux pays à faire face aux imprévus régionaux et à la guerre contre le terrorisme. L'exercice se déroule les années impaires.

Un US Marine (à gauche) et un soldat australien lors de l'exercice Talisman Sabre 2013.

De nombreuses nations participent à cet exercice. Pour l'édition 2025, plus de 40 000 militaires de 19 pays sont impliqués.